# Portlandska vaza
Portlandska vaza je rimska vaza iz kameja stekla, ki je datirana med leto 1 in 25, čeprav imajo starejši datumi pred našim štetjem nekaj znanstvene podpore . Je najbolj znan kos rimskega kameja stekla in je bila od začetka 18. stoletja naprej navdih mnogim izdelovalcem stekla in porcelana. Prvič je bila najdena v Rimu leta 1600–1601, od leta 1810 pa je v Britanskem muzeju v Londonu. Muzej jo je kupil leta 1945 (GR 1945,0927.1) in je običajno na ogled v sobi 70.
Vaza je visoka približno 25 centimetrov in ima obseg 56 cm. Narejena je iz vijolično modrega stekla in obdana z eno neprekinjeno belo stekleno kamejo, ki kaže dva različna prizora s sedmimi človeškimi figurami, skupaj z veliko kačo ter dvema bradatima in rogatima glavama pod ročajema, ki označujeta prekinitev med prizori.
Na dnu vaze je bil stekleni disk iz kameje, prav tako modro-bele barve, na katerem je bila glava, za katero se domneva, da je Paris ali Priam na podlagi frigijske kape, ki jo nosi. Ta rondel očitno ne spada v vazo in je prikazan ločeno od leta 1845. Morda je bil dodan, da bi popravili prelom v antiki ali po njej ali je rezultat pretvorbe iz prvotne oblike amfore (vzporedno s podobno posodo iz modrega stekla iz Pompejev) - na dno je bila pritrjena vsaj od leta 1826.

## Ikonografija
Pomen slik na vazi ni jasen in nobena od številnih predstavljenih teorij ni bila na splošno sprejeta. Spadajo v dve glavni skupini: mitološko in zgodovinsko, čeprav je možna tudi zgodovinska razlaga mita. Zgodovinske interpretacije so osredotočene na Avgusta, njegovo družino in njegove tekmece, zlasti glede na kakovost in stroške predmeta ter nekoliko odmaknjen neoklasicizem sloga, ki se primerja z nekaterimi cesarskimi gemami, ki Avgusta in njegovo družino predstavljajo z božanskimi atributi, kot npr. kot Gemma Augustea, Velika kameja Francije in Blacasova kameja (zadnja tudi v Britanskem muzeju). Razlage portretov vključujejo morsko okolje (zaradi prisotnosti ketosa ali morske kače) in zakonsko temo / kontekst poroke, saj je bila vaza morda poročno darilo. Številni učenjaki (tudi Charles Towneley) so ugotovili, da se figure ne ujemajo v en sam ikonografski sklop.

### Prizor 1
Interpretacije vključujejo:
- Poroka morskih bogov Peleja in Tetide, »najbolj trajna mitološka razlaga«. [2]
- Dioniz pozdravi Ariadno s svojo sveto kačo, v svetem gozdu za njun zakon, ki ga s poročno baklo simbolizira Kupid, v prisotnosti njegovega rejnika Silena
- Zgodba o cesarju Avgustu, domnevno povezan z bogom Apolonom v obliki kače
- Mlajši moški je Mark Antonij, ki so ga zvabili v oporo ležeči ženski, Kleopatra VII. (v spremstvu strupenjače vpletene v smrt Kleopatre), ki je izgubil moško romanito in postal dekadent, z bradatim starejšim moškim likom je njegov mitski prednik Anton [3].
- Sanje o Olimpiji, materi Aleksandra Velikega, ki prihaja iz stavbe, da bi jo pozdravil, z očetom Apolonom kot kača. To je bila prva teorija iz leta 1633 in je bila povezana s Severusom Aleksandrom in njegovo mamo, »o katerih je bila pripovedovana podobna zgodba o očetovstvu plazilcev«.[4]

### Prizor 2
Interpretacije vključujejo:
- Božanski sanje Hekabe, da bi Parisova sodba pripeljala do uničenja Troje
- Ariadna je zamujala na Naksos
- Žalujoča ženska je Octavia mlajša, ki jo je zapustil Mark Antonij, med svojim bratom Avgustom (levo, kot bog, kot na sodobnem Tiberijevem meču [5]) in Venero Genetrix, prednikom Avgustovega in Oktavijinega julijskega rodu.

#### Avgustova teorija
Druga teorija je, da vaza sega okoli leta 32 pred našim štetjem in jo je naročil Oktavijan (pozneje Cezar Avgust) kot poskus promocije njegovega primera proti svojim kolegom-konzulom, Markom Antonijem in Markom Lepidom v obdobju po smrti Julija Cezarja. Temelji na spretnosti slovitega grškega rezbarja, gemi Dioskourides, ki je deloval in bil na vrhuncu okoli 40–15 pred našim štetjem in treh mu pripisanih kamej, po vrsti in kakovosti podobni figuram na Portlandski vazi. Ta teorija predlaga, da sta prvi dve figuri Gaj Oktavijan, oče bodočega cesarja in Atia Balba Caesonia, njegova mati (torej Kupid s puščico), ki je sanjala, da jo bo Apolon impregniral v obliko morske kače (ketos), upoštevajte kačje vidne zobe. Opazovalec s svojim osebjem bi lahko bil Enej, junak trojanskih vojn, ki je očeta rešil s prenašanjem na hrbtu (od tod njegov položaj in trojanska brada) in ki naj bi ustanovil Rim in od katerega julijanski geni, vključno z Julijem Cezarjem in Atijo, ki sta zatrdila, da sta priča zasnove prihodnjega rešitelja Rima kot cesarstva in največjega od vseh cesarjev.
Na hrbtni strani je Oktavijan, njegova sestra Oktavija, vdova Marka Anthonija in Livia, tretja Oktavijanova žena, ki ga je presegel. Ta dva gledata direktno drug v drugega. Oktavijan ji je ukazal, da se loči od svojega tedanjega moža in se poroči z njim po nekajtedenskem srečanju, ona je bila mama bodočega cesarja Tiberija.
Ta vaza kaže, da je Oktavijan delno izhajal iz Apolona (torej deloma božanski, senca Ahila), ki ga je častil kot boga skupaj z Minervo, rimsko boginjo vojne, ustanovil Rim in njegovo povezavo svojemu stricu Juliju Cezarju, za katerega je kot mladenič dal izreden pogrebni oratorij in ga je posvojil ob očetovi smrti, ko je bil star le štiri leta. Vsi deli in ljudje v tej teoriji in razlagi so skrivnostni (razen, kdo jo je pravzaprav naredil). 
Naročilo bi bil čudovito drag kos, tako da bi si ga lahko privoščilo le malo moških tega obdobja. Načrtovati je treba več poskusov ustvarjanja vaze, kot kažejo današnje preskusne reprodukcije. Zgodovinarji in arheologi to moderno teorijo zavračajo, ker so po navadi upodabljali bogove in boginje z mitskimi alegorijami, a bi lahko ta izjemna vaza prekršila konvencijo in realističnost pokazala v portretiranju, znanem izključno na kovancih tistega obdobja, preden se je zdrobila.

## Izdelava
Posode iz kameja stekla so bile verjetno narejene v približno dveh generacijah kot poskus, ko je bila tehnika pihanja (odkrita okoli 50 pr. n. št.) še v povojih. Nedavne raziskave kažejo, da je bila Portlandska vaza, tako kot večina posod iz kameja stekla, narejena po metodi potapljanja, pri čemer je bil podolgovat mehurček stekla delno potopljen v tlilni lonec iz belega stekla, preden sta dva pihala skupaj. Po hlajenju je bila bela plast izrezljana po vzorcu. 
Delo pri izdelavi primerka iz 19. stoletja se je izkazalo za izjemno mučno, na podlagi tega verjamejo, da je morala Portlandska vaza za izdelavo obrtniku vzeti najmanj dve leti. Rezanje je najbrž izvedel usposobljen graver draguljev.
Jerome Eisenberg je v Minervi trdil, da je bila vaza izdelana v 16. stoletju našega štetja in ne v antiki, ker je ikonografija nekoherentna , vendar ta teorija ni bila široko sprejeta.

## Ponovno odkritje in poreklo
Ena zgodba kaže, da jo je Fabrizio Lazzaro odkril v tistem, za katerega se je takrat mislilo, da je sarkofag cesarja Aleksandra Severa (umrl 235) in njegove matere v Monte del Grano blizu Rima in izkopan okoli leta 1582.
Prva zgodovinska omemba vaze je v pismu iz leta 1601 francoskega učenjaka Nicolasa Clauda Fabrija de Peiresca slikarju Petru Paulu Rubensu, kjer je zapisana kot v zbirki kardinala Francesca Maria Del Monteja v Italiji. Leta 1626 je prešla v zbirko družine Barberini (ki je imela tudi skulpture, kot sta Barberinijev Favn in Barberinijev Apolon), kjer je ostala približno dvesto let in je ena od zakladov Maffea Barberinija, poznejšega papeža Urbana VIII. (1623–1644) . Na tej točki se prvič zabeleži zveza Sever. Vaza je bila v tem obdobju znana kot Barberinijeva vaza.

### Od 1778 do danes
Med letoma 1778 in 1780 je sir William Hamilton, britanski veleposlanik v Neaplju, kupil vazo od Jamesa Byresa, škotskega trgovca z umetninami, ki jo je pridobil, potem ko ga je prodala Cornelia Barberini-Colonna, princesa iz Palestrine. Vazo je podedovala od družine Barberini. Hamilton jo je prinesel v Anglijo po naslednjem dopustu, po smrti svoje prve žene Catherine,. Leta 1784 je s pomočjo svoje nečakinje Marije uredil zasebno prodajo vaze Margaret Cavendish-Harley, vdovi Williama Bentincka, 2. vojvodine Portlandskega. Prodana je bila na dražbi leta 1786 in je prešla v posest vojvodskega sina Williama Cavendish-Bentincka, 3. vojvodine Portlandskega.
3. vojvoda je originalno vazo posodil Josiah Wedgwood in nato Britanskemu muzeju v varno hrambo, od takrat pa je bila znana kot Portlandska vaza. Tam jo je leta 1810 trajno odložil četrti vojvoda, potem ko je njegov prijatelj razbil njeno bazo. V Britanskem muzeju je ostala od leta 1810, razen v letih 1929–32, ko jo je 6. vojvoda dal na prodaj v Christie's (kjer ni dosegla svoje cene). Končno jo je muzej kupil od 7. vojvode leta 1945 s pomočjo oporoke Jamesa Rosea Vallentina. 

#### Kopije
3. vojvoda je posodil vazo Josiah Wedgwoodu, ki jo je že opisal kipar John Flaxman kot »najboljšo izvedbo umetnost, ki so jo prinesli v Anglijo in se zdi, da je ta vrhunec popolnosti, h kateri si prizadevate.« Wedgwood je posvetil štiri leta mukotrpnih preizkušenj pri izdelavi kopije vaze - ne v steklu, ampak v črno-belem jaspisu. Težave je imel od razpok in mehurja (jasno razvidno na primeru v muzeju Victoria in Albert) do okrašenih reliefov, ki so se med graviranjem 'dvigali' in leta 1786 se je bal, da nikoli ne bo mogel narediti reliefov v jaspis dovolj tanko da bi se ujemali s finostjo steklenega izvirnika. Končno mu je uspelo izpopolniti leta 1790 z izdajo prve kopije in to je njegov zadnji večji dosežek.
Wedgwood je prvo izdajo na zasebni razstavi postavil med aprilom in majem 1790, razstava pa se je izkazala za tako priljubljeno, da je bilo treba število obiskovalcev omejiti s samo tiskanjem 1900 vstopnic, preden so jo razstavili v javnih londonskih salonih. (Ena vstopnica za zasebno razstavo, ki jo je ilustriral Samuel Alkin in natisnjena z naslovom »Dostop do ogleda kopije Portlandske vaze gospoda Wedgwooda, Grška ulica, Soho med 12. in 5. uro«, je bila v katalogu Wedgwood vključena na ogled v britanski galeriji muzeja Victoria in Albert. Kot tudi kopija V&A (ki naj bi izhajala iz zbirke vnuka Wedgwooda, naravoslovca Charlesa Darwina) , druge se hranijo v muzeju Fitzwilliam (to je kopija, ki jo je poslal Wedgwood Erazmu Darwinu, ki so ga njegovi potomci leta 1963 posodili muzeju in jim jo pozneje prodali), Muzej umetnosti Indianapolis  in Oddelek za prazgodovino in Evropo v Britanskem muzeju.
Vaza je v 19. stoletju tudi navdihnila tekmovanje v kopijah v kameja steklu, s ponudbo Benjamina Richardsona 1000 funtov nagrade vsem, ki bi lahko dosegli ta podvig. Izdelovalec stekla Philip Pargeter je v treh letih naredil kopijo in John Northwood jo je vgraviral, da bi osvojil nagrado. Ta izvod je v muzeju stekla Corning v Corningu v New Yorku. 
Muzej Wedgwood v Barlastonu blizu Stoke-on-Trent-a ima prikaz, ki opisuje poskuse kopiranja vaze, prikazanih je več primerov zgodnjih poskusov.

#### Vandalizem in rekonstrukcija
Ob 15:45 uri. 7. februarja 1845 je vazo razbil William Lloyd, ki je po celotedenskem pitju vrgel bližnjo skulpturo na vrh šatulje in razbil obe. Aretirali so ga in obtožili kaznivega dejanja naklepne škode. Ko je njegov odvetnik opozoril na napako v besedilu dejanja, za katerega se zdi, da njegovo uporabo omejuje na uničenje predmetov, ki ne presegajo pet kilogramov, je bil namesto uničenja steklene šatulje, v kateri je bila vaza, obsojen. Odredili so mu plačilo treh funtov (približno 350 funtov v letu 2017 ) ali dva meseca zapora. V zaporu je ostal, dokler anonimni dobrotnik ni plačal globe po pošti. Ime William Lloyd naj bi bilo psevdonim. Preiskovalci, ki jih je najel britanski muzej, so ugotovili, da je pravzaprav William Mulcahy, študent, ki je izginil s Trinity Collegea. Detektivi so poročali, da je družina Mulcahy osiromašila. Lastnik vaze je zavrnil civilno tožbo proti Williamu Mulcahyju, ker ni hotel, da bi njegova družina trpela zaradi »dejanja neumneža ali norca, ki ga niso mogli nadzorovati«. 
Vazo je leta 1845 uspešno sestavil restavrator britanskega muzeja John Doubleday, čeprav ni mogel nadomestiti sedemindvajset majhnih fragmentov. Kaže, da so jih dali v škatlo in pozabili. 5. oktobra 1948 jih je oskrbnik Bernard Ashmole prejel v škatli od gospoda G.A. Croker Putney, ki ni vedel, kaj so. Po Doubledayovi smrti jih je kolega restavrator iz Britanskega muzeja odpeljal h gospodu G. H. Gabbu, izdelovalcu škatel, ki so ga prosili, naj naredi škatlo s sedemindvajsetimi predelki, po en za vsak delček. Vendar je restavrator umrl in škatla ni bila nikoli zbrana. Po Gabbovi smrti je njegova dedinja, gospodična Amy Reeves, pripeljala Crokerja, da bi ocenil Gabbove učinke. Tako je Crocker prišel, da bi jih pripeljal v muzej in prosil za pomoč pri njihovi identifikaciji.
Do novembra 1948 se je restavriranje zdelo staro in sklenjeno je bilo obnoviti vazo. Razstavil jo je konservator J. W. R. Axtell sredi novembra 1948. Komade sta pregledala D. B. Harden in W. A. Thorpe, ki sta potrdila, da je bila okrogla steklena podlaga, odstranjena leta 1845, originalna. Axtell je nato izvedel rekonstrukcijo, dokončano do 2. februarja 1949, v kateri je uspel nadomestiti tri od 37 ohlapnih fragmentov.  Za to obnovo je domnevno uporabil 'nova lepila', za katera nekateri mislijo, da so epoksidne smole, a so kasneje ugotovili, da gre preprosto za isto vrsto živalskega lepila, ki ga je Doubleday uporabil leta 1845. Nekatera področja je napolnil tudi z voskom. Dokumentacija o njegovem delu ni bila predložena.
Do konca 1990-ih je bilo lepilo spet rumeno in krhko. Čeprav je bila vaza prikazana v Britanskem muzeju kot del razstave Glass of the Caesars (november 1987 - marec 1988), je bila po njej še preveč krhka, da bi potovala na druge lokacije. Namesto tega sta med 1. junijem 1988 in 1. oktobrom 1989 opravila drugo obnovo Nigel Williams in Sandra Smith. Par je nadzoroval David Akehurst (CCO za steklo in keramiko), ki je ocenil stanje vaze med razstavo Glass of Caesars in se odločil, da nadaljuje z obnovo in stabilizacijo. Obravnava je imela strokovnjakov in javnosti. Vazo so fotografirali in risali, da bi posneli položaj drobcev pred demontažo; BBC je posnel postopek konzerviranja. Naravovarstveniki v muzeju so preizkusili veliko lepil za dolgoročno stabilnost in izbrali epoksi smolo z odličnimi lastnostmi staranja. Ponovna montaža je pokazala, da je bilo nekaj restavracij vloženih med obnove, kar je zapletlo postopek. Vključenih je bilo le nekaj manjših drobcev. Vrzeli so bili zapolnjeni z modro ali belo smolo.
Majhni znak originalne škode je viden in razen lahkega čiščenja upa, da vaza ne bo potrebovala večjih ohranitvenih del vsaj še eno stoletje.